# Metastelma schaffneri
Metastelma schaffneri är en oleanderväxtart som beskrevs av Asa Gray. Metastelma schaffneri ingår i släktet Metastelma och familjen oleanderväxter. Inga underarter finns listade i Catalogue of Life.